# Mathis, Texas
Mathis là một thành phố thuộc quận San Patricio, tiểu bang Texas, Hoa Kỳ. Năm 2010, dân số của xã này là 4942 người.